# Souleymane Touré
Pour les articles homonymes, voir Touré.
Souleymane Touré, né le 25 juin 1980, est un médecin et homme politique guinéen.

## Biographie
Souleymane Touré a obtenu son diplôme de médecin à l'université Gamal Abdel Nasser de Conakry en 2010, spécialisé dans les blessures par balle, au centre de traumatologie de l'hôpital Donka. En 2012, il suit une formation de résident sur le triage au SAMU (Service d'Aide Médicale d'Urgence) de Toulouse. Il revient ensuite et commence à travailler à la Clinique Ambroise-Paré, d'abord comme médecin du site du projet minier Simfer, puis comme coordonnateur médical des sites miniers. En 2011, il a réalisé des études d'impacts environnementaux pour le projet minier Simfer à Simandou avec SNC-Lavalin. En 2014, il devient médecin référent du SIMFER, et en 2015 de la mission d'observation électorale de l'Union européenne en Guinée. En 2016, il fonde sa propre clinique, First Aid Action Guinée (FAAG).  
En 2020 il représente la circonscription de Forécariah, à l'Assemblée nationale. Il est membre du Rassemblement du peuple de Guinée de l'ancien président Alpha Condé,.